# Jayne Anne Phillips
Jayne Anne Phillips (Buckhannon, 19 luglio 1952) è una scrittrice statunitense.
Ha vinto il Premio Pulitzer per la narrativa 2024 per il suo romanzo Night Watch.

## Biografia
Nata e cresciuta in Virginia, Jayne Anne Phillips ha studiato all'Università della Virginia Occidentale e all'Università dell'Iowa. Ha cominciato a scrivere e pubblicare racconti intorno alla metà degli anni 1970 e nel 1979 ha ottenuto il successo nazionale con la raccolta Biglietti neri (Black Tickets), poi pubblicata in Italia nel 1991. Nel 1984 ha pubblicato il suo primo romanzo, Machine Dreams, candidato al National Book Critics Circle Award e pubblicato in Italia come Sogni meccanici da Mondadori nel 1985. Ha fondato il corso in scrittura creativa della Rutgers University a Newark, di cui è direttrice.
Tra il 1994 e il 2023 ha pubblicato altri cinque romanzi: Shelter (1994), MotherKind (2000), Lark & Termite (2008), Quiet Dell (2013) e Night Watch (2023), che le è valso il Premio Pulitzer per la narrativa nel 2024. Le sue opere sono state tradotte in dodici lingue e ha ricevuto la Guggenheim Fellowship e due National Endowment for the Arts Fellowship, mentre il suo romanzo Lark and Termite è stato tra i finalisti del National Book Award nel 2009.

## Opere tradotte in italiano
- Sogni meccanici (Machine Dreams), trad. Francesco Franconeri, Mondadori, 1985. ISBN  9788804262848
- Biglietti neri (Black Tickets), Mondadori, 1991. ISBN  9788804350330